# Matang Reudeup
Matang Reudeup is een bestuurslaag in het regentschap Aceh Utara van de provincie Atjeh, Indonesië. Matang Reudeup telt 405 inwoners (volkstelling 2010).